# Episodi di Wander (prima stagione)
La prima stagione di Wander, inizialmente dovuta andare in onda il 19 luglio 2013 insieme alla prima TV del film Teen Beach Movie, fu in seguito stabilito che il primo episodio della serie sarebbe andato in onda il 16 agosto 2013 insieme all'episodio speciale di Phineas e Ferb - Mission Marvel, per poi riprendere la messa in onda dal 13 settembre 2013. 
In Italia è stata trasmessa dal 19 maggio 2014 al 9 marzo 2015 su Disney XD.
| n* | Titolo originale                             | Titolo italiano                                    | Prima TV USA      | Prima TV Italia  |
| -- | -------------------------------------------- | -------------------------------------------------- | ----------------- | ---------------- |
| 1  | The Greatest                                 | Il più grande                                      | 16 agosto 2013    | 19 maggio 2014   |
| 2  | The Egg                                      | L'uovo                                             | 13 settembre 2013 | 20 maggio 2014   |
| 3  | The Picnic                                   | Il Picnic                                          | 13 settembre 2013 | 21 maggio 2014   |
| 4  | The Fugitives                                | I fuggitivi                                        | 20 settembre 2013 | 22 maggio 2014   |
| 5  | The Good Deed                                | Le buone azioni                                    | 27 settembre 2013 | 23 maggio 2014   |
| 6  | The Pet                                      | Il cucciolo                                        | 4 ottobre 2013    | 16 febbraio 2015 |
| 7  | The Prisoner                                 | Il prigioniero                                     | 11 ottobre 2013   | 26 maggio 2014   |
| 8  | The Bad Guy                                  | Il cattivo                                         | 18 ottobre 2013   | 27 maggio 2014   |
| 9  | The Troll                                    | Il troll                                           | 1º novembre 2013  | 28 maggio 2014   |
| 10 | The Box                                      | La scatola                                         | 15 novembre 2013  | 29 maggio 2014   |
| 11 | The Hat                                      | Il cappello                                        | 22 novembre 2013  | 30 maggio 2014   |
| 12 | The Little Guy                               | Westley lo speciale                                | 6 dicembre 2013   | 17 febbraio 2015 |
| 13 | The Ball                                     | La palla                                           | 10 gennaio 2014   | 18 febbraio 2015 |
| 14 | The Bounty                                   | I cacciatori di taglie                             | 24 gennaio 2014   | 18 febbraio 2015 |
| 15 | The Hero                                     | L'eroe                                             | 31 marzo 2014     | 19 febbraio 2015 |
| 16 | The Birthday Boy                             | Buon compleanno, Lord Terror!                      | 31 marzo 2014     | 19 febbraio 2015 |
| 17 | The Nice Guy                                 | Aiutare non fa mai male                            | 10 giugno 2014    | 20 febbraio 2015 |
| 18 | The Time Bomb                                | Bomba a orologeria                                 | 10 giugno 2014    | 20 febbraio 2015 |
| 19 | The Tourist                                  | Turisti                                            | 11 giugno 2014    | 23 febbraio 2015 |
| 20 | The Day                                      | Il giorno                                          | 16 giugno 2014    | 24 febbraio 2015 |
| 21 | The Night                                    | La notte                                           | 16 giugno 2014    | 24 febbraio 2015 |
| 22 | The Lonely Planet                            | Il pianeta solitario                               | 17 giugno 2014    | 25 febbraio 2015 |
| 23 | The Brainstorm                               | Scambio di idee                                    | 17 giugno 2014    | 25 febbraio 2015 |
| 24 | The Toddler                                  | Il bebé                                            | 23 giugno 2014    | 26 febbraio 2015 |
| 25 | The Fancy Party                              | Il gran ricevimento                                | 24 giugno 2014    | 23 febbraio 2015 |
| 26 | The Epic Quest of Unfathomable Difficulty!!! | La missione epica di difficoltà incomprensibile!!! | 24 giugno 2014    | 27 febbraio 2015 |
| 27 | The Void                                     | Il vuoto                                           | 30 giugno 2014    | 27 febbraio 2015 |
| 28 | The Party Animal                             | L'animale da palcoscenico                          | 19 luglio 2014    | 26 febbraio 2015 |
| 29 | The Gift 2: The Giftining                    | Il regalo 2: la scoperta dei regali                | 4 ottobre 2014    | 5 marzo 2015     |
| 30 | The Date                                     | L'appuntamento                                     | 17 ottobre 2014   | 4 marzo 2015     |
| 31 | The Buddies                                  | I migliori amici                                   | 17 ottobre 2014   | 4 marzo 2015     |
| 32 | The Liar                                     | La bugiarda                                        | 7 novembre 2014   | 3 marzo 2015     |
| 33 | The Stray                                    | La randagia                                        | 7 novembre 2014   | 3 marzo 2015     |
| 34 | The Big Job                                  | La grande missione                                 | 14 novembre 2014  | 6 marzo 2015     |
| 35 | The Helper                                   | L'altruista                                        | 14 novembre 2014  | 6 marzo 2015     |
| 36 | The Funk                                     | Crisi esistenziale                                 | 25 novembre 2014  | 2 marzo 2015     |
| 37 | The Enemies                                  | Nemici                                             | 25 novembre 2014  | 2 marzo 2015     |
| 38 | The Rider                                    | Ryder                                              | 28 novembre 2014  | 9 marzo 2015     |
| 39 | The Gift                                     | Il regalo                                          | 4 dicembre 2014   | 5 marzo 2015     |